# アモール・イ・スエルテ
『アモール・イ・スエルテ』（Amor y Suerte: Exitos Romanticos）は、2004年にリリースされたグロリア・エステファンの4枚目のベスト・アルバムである。

## 概要
これまでに発表してきたスパニッシュ・アルバムよりグロリア本人が選曲したベスト・アルバム。

## 収録曲
1. コン・ロス・アニョス・ケ・メ・ケダン〜時の限りに - Con Los Años Que Me Quedan
2. コモ・メ・ドゥエレ・ペルデールテ〜あなたを失うつらさ -Como Me Duele Perderte
3. トゥ・フォトグラフィーア〜あなたの写真 - Tu Fotografía
4. エン・エル・ハルディン〜庭園で - En El Jardín (Duet with Alejandro Fernández)
  - アレハンドロ・フェルナンデスとのデュエット。
5. ノ・プレテンド〜つもりはないわ - No Pretendo
6. アブラス・デ・ミ〜秘められた心 - Hablas De Mí
7. ミ・ブエン・アモール〜私たちの真実 - Mi Buen Amor
8. ポル・アモール〜愛があるから - Por Amor (Duet with Jon Secada)
  - ジョン・セカダとのデュエット。
9. ミエントラス・タント〜その間に - Mientras Tanto
10. ポル・ウン・ベソ〜ひとつのキスで - Por Un Beso
11. オイ - Hoy
12. テンゴ・ケ・デシールテ・アルゴ〜あなたに何か言わなければならない - Tengo Que Decirte Algo (Duet with José Feliciano)
  - ホセ・フェリシアーノとのデュエット。
13. アイ、アイ、アイ・アモール〜愛 - Ay, Ay, Ay Amor